# Ford Galaxy
Galaxy je veliki monovolumen sa 7 sjedala kojeg proizvodi Ford od 1995. godine. Prve dvije generacije su napravljene u suradnji s Volkswagen-om dok je treća generacija izvorni Ford.

## Prva generacija
Ford i VW su 1991. godine zajedno krenuli u projekt velikog monovolumena. Zajednička tvornica AutoEuropa u Portugalu je proizvodila VW Sharan, Seat Alhambru i Ford Galaxy. Galaxy prve generacije je koristio VW platformu, 1.9 dizelski i VR6 benzinski motor. Fordovi su bili 2.0 i 2.3 benzinci. Automatski mjenjači su djelo Volkswagena dok su 5 brzinski ručni mjenjači VXT75 djelo Forda.

## Druga generacija
2000. godine osvježeni Galaxy je došao na tržište kao druga generacija. Premda je službeno nov, auto je praktički facelift, platforma je ista a motori su isti ili nadograđeni. Novi su mjenjači, 6 brzinski ručni i 4/5 automatski. Novi Galaxy je dobio više Fordov izgled poput ostalih modela u Forda, nova je i unutrašnjost. VR6 motor razvija 200 ks a dizel 150 u najjačoj izvedbi.

## Treća generacija
Treća potpuno nova generacija Galaxy-a je predstavljena 2006. na Geneva Motor Show-u. Novi Galaxy je potpuno novi automobil, napravljen na EUCD platformi kao i novi Ford S-Max i Ford Mondeo, a proizvodi se u Belgiji baš kao i Mondeo. Ford je prodao svoj udio AutoEuropa tvornice Volkswagenu. Dok je S-Max namijenjen ljudima koji vole više sportski orijentirana vozila Galaxy je u pravom smislu veliki monovolumen.
Motori su Fordovi Duratec i Duratorq a 2010. uz Mondeo i S-Max, Galaxy je također dobio facelift koji je osim kozmetičkih zahvata donio i nove motore.

### Motori
Benzinski

1.6 L Ecoboost - 160 ks - 240 Nm

2.0 L Duratec HE - 145 ks - 185 Nm

2.3 L Duratec - 160 ks

2.0 L Ecoboost - 203 ks - 300 Nm

Dizelski

1.8 L Duratorq - 100/125 ks - 300/340 Nm

2.0 L Duratorq - 115/140/163 ks - 300/320/340 Nm

2.2 L Duratorq - 175 ks - 400 Nm

### Mjenjači
Ručni

Ford MTX-75 5 brzina - 2.0 Duratec HE/1.8 Duratorq

Durashift 6 brzina - 1.6 Ecoboost/2.0 Duratorq

Automatski

Powershift 6 brzina - 2.0 Ecoboost/2.0 Duratorq